# Gongora similis
Gongora similis är en orkidéart som beskrevs av Heinrich Gustav Reichenbach. Gongora similis ingår i släktet Gongora och familjen orkidéer.
Artens utbredningsområde är Colombia. Inga underarter finns listade i Catalogue of Life.